# Florence Nightingalová
Florence Nightingalová (12. května 1820 Florencie, Itálie – 13. srpna 1910, Londýn, Anglie) byla anglická ošetřovatelka, autorka odborné literatury a průkopnice srovnávací lékařské statistiky. Pomohla snížit úmrtnost pacientů v nemocnicích řady zemí a založila první zdravotnickou školu pro dívky. Je pokládána za zakladatelku ošetřovatelství jako vědy. Ovlivnila zdravotní péči 19. a 20. století v celém světě.

## Životopis

### Mládí
Florence Nightingalová se narodila v zámožné, vzdělané a vlivné anglické rodině Nightingalových, jejichž rodinným sídlem byl Embley park v Londýně. Otec William Edvard Nightingale (1794–1874) a matka Frances byli příslušníky náboženské obce unitářů. Jako novomanželé procestovali velkou část Apeninského poloostrova (Itálie). Obě dcery se jim narodily během cesty: starší byla pojmenována Parthenope podle řecké osady, nyní místní části Neapole) a pod jménem Frances Parthenope Verney (1819-1890) se stala spisovatelkou a žurnalistkou. Mladší Florence se narodila ve Ville Colombaia, nedaleko Porta Romana. Byla pokřtěna ve Florencii a dostala jméno Florence.
V dětství si Florence málo hrála s ostatními dětmi, bývala často nemocná. Přestože byla dívka, žijící v 19. století, získala pod vedením otce vynikající vzdělání. Měla nadání pro matematiku a statistiku, studovala historii, filosofii, klasickou literaturu, etiku, náboženství, věnovala se hudbě a umění. Naučila se několik světovým jazyků (latinsky, řecky, francouzsky, německy a italsky). Od šestnácti let četla Homérovy spisy a překládala spisy Platónovy. Po celý život ji zajímaly knihy a zprávy o nemocnicích, zdravotnictví a hygienických zařízeních.
Jako ošetřovatelka nemocných pomáhala poprvé v roce 1837 během epidemie chřipky v nemocnici v jižní Anglii. Od roku 1838 cestovala s rodinou po Evropě. V Paříži se Florence setkala s feministkou, socialistkou a spisovatelkou Mary Elizabeth Mohlovou, rozenou Clarkeovou (1793–1883). I přes velký věkový rozdíl se spřátelily na dalších čtyřicet let. Díky Mary získala Florence kladný postoj k myšlenkám feminismu. Stále chtěla pečovat o potřebné, přála si stát se ošetřovatelkou. Již od dětství se u ní projevovala vysoká sociální inteligence a v tomto ohledu byla podporována dědečkem z matčiny strany Williamem Smithem. Ten byl aktivním členem hnutí abolicionistů, angažoval se za osvobození otroků v Evropě a Americe.
Rodiče nesouhlasili s jejími postoji, mladá žena se má úspěšně provdat a starat se o manžela a rodinu. Ale při cestách po Evropě jí nebránili v návštěvách nemocnic. Florence si z těchto návštěv pořizovala podrobné zápisky o organizaci a řízení nemocnic, o dodržování hygieny, stavebním uspořádání jednotlivých oddělení i o práci lékařů.

### Ošetřovatelské začátky

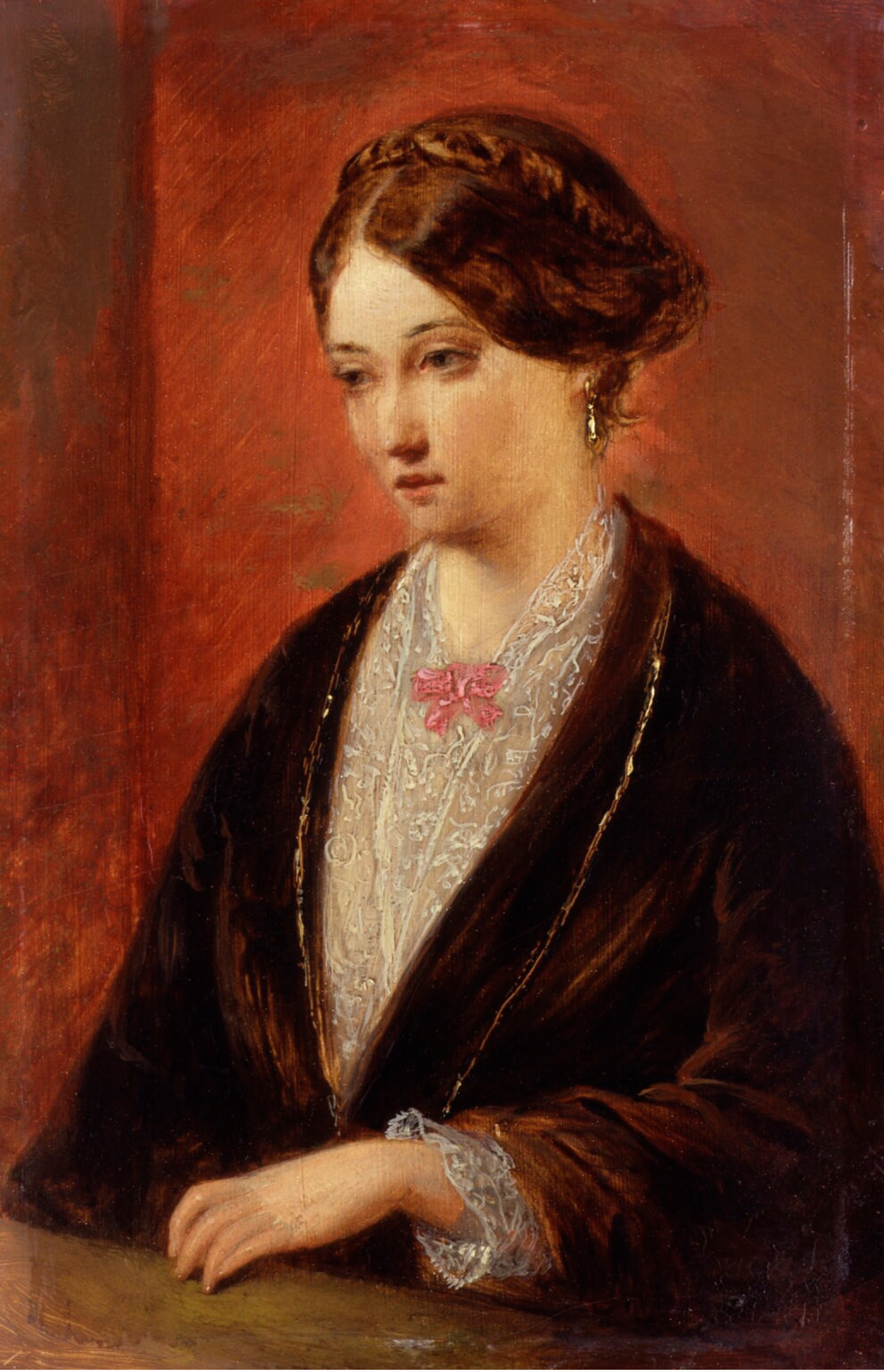
Augustus Egg: Portrét Florence Nightingalové (1840)

Zákaz rodičů jí nezabránil v dalším studiu. Odmítla také dlouholetého ctitele, protože sňatek by znemožnil plnění jejích cílů. 
V létě 1844 si Nightingaleová byla jistá, že chce zasvětit svůj život ošetřovatelství. Rozhodujícím faktorem pro její rozhodnutí bylo setkání s americkým lékařem Samuelem Gridley Howem a jeho manželkou Julií, kteří během své svatební cesty byli hosty v rodinném sídle Nightingaleových Embley Hall. Howe založil první školu pro nevidomé ve Spojených státech. 
Během deseti let se rodiče smířili s jejími plány pracovat jako ošetřovatelka. V roce 1845 Florence absolvovala tříměsíční praxi v nemocnici v Salisbury a další v Německé nemocnici v Londýně. V roce 1851 odjela do Německa,  kde studovala ošetřovatelství a pracovala v Düsseldorfu–Kaiserswerthu v nemocnici diakonie u pastora Theodora Fliednera. Také pečovala o nemocné v jejich domovech v Dörfernu a okolí. Poté odešla do Paříže, kde pomáhala v nemocnici Milosrdných sester vincentinek. V roce 1853 se vrátila do Anglie. Byla již známou osobností, získala místo superintendantky a manažerky v „Institutu péče o nemocné dámy“, což byla nemocnice pro movité ženy. Pracovala zde pouze rok, ale provedla, na svou dobu řadu revolučních změn: na její popud byl vybudován výtah na jídlo z kuchyně přímo na oddělení. Sestrám ušetřila čas a práci při roznášení stravy. Vymyslela signalizační systém od lůžka pacienta ke zvonku na chodbě. Zasadila se o vybudování rozvodu teplé vody do každého patra nemocnice. Snažila se o vytvoření oddělení, kde byli pacienti rozděleni na základě své diagnózy. Byla nejen ošetřovatelkou, postupně se stala schopnou organizátorkou i vedoucí nemocnice. Také v novinách aktivně poukazovala na nedostatky při léčení pacientů.

## Krymská válka
Zásadním obdobím životní a profesní dráhy Florence Nightingalové byla léta 1853–1856, období krymské války, vyvolané Ruskem proti Osmanské říši s jejími spojenci: Francií, Británii a Sardinskému království. Nebyly to jen válečné boje, ale řada epidemií a umírání ve velmi těžkých podmínkách. Když o nelidských podmínkách v lazaretech začaly psát britské noviny, využila známosti s rodinou ministra války Sidneyho Herberta. Florence navrhla vytvořit ženskou zdravotní polní službu. Ve stejné době ji Herbert požádal, aby zorganizovala péči pro vojáky umírající v lazaretech.
Florence přijala a kabinet ji schválil do čela „Female Nursing Establishment of the English General Hospitals in Turkey“ (Institutu ženských ošetřovatelek anglické hlavní vojenské nemocnice v Turecku). Florence spolu s 38 „zdravotními sestrami“, většinou jeptiškami, odjela 21. října 1853 do Turecka (do Scutari, což je řecký název pro istanbulskou čtvrť nacházející se na asijském břehu Bosporu).
Skutečná situace ve vojenské nemocnici, zřízené z kasáren ve Scutari, byla mnohem horší, než psaly anglické noviny. Ve špinavých kasárnách, zamořených krysami a blechami, na holé podlaze leželi nazí ranění vojáci, kteří trpěli nedostatkem hygieny a absencí základní péče. Nemoci jako tyfus, cholera a průjmy zde byly častější příčinnou úmrtí než samotná zranění. Zásadním problémem pro sestry, které chtěly pečovat o nemocné, byly překážky v armádní administrativě i pohrdání lékařů, kteří sestry zprvu odmítali.

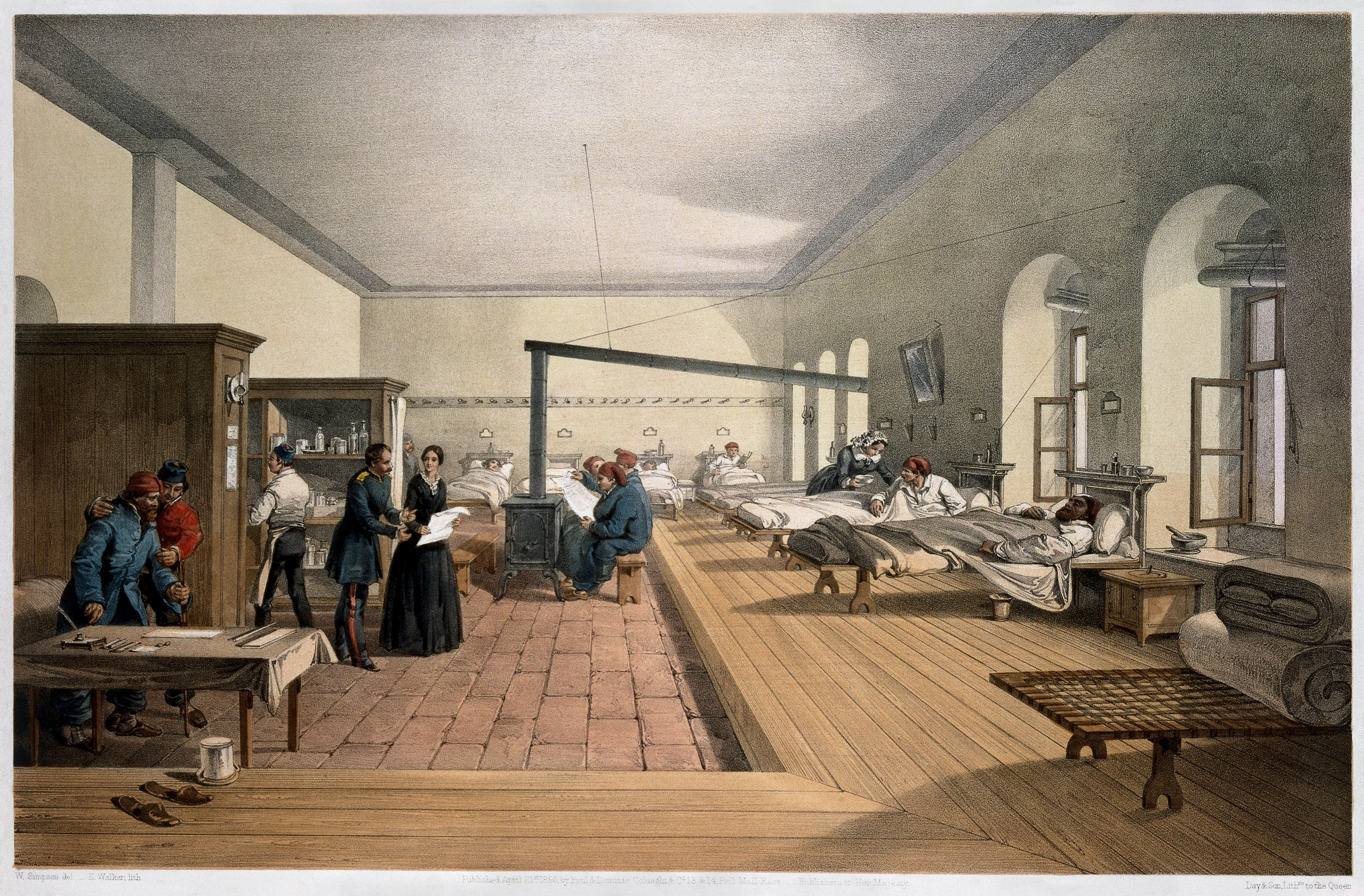
Florence Nightingalová v lazaretu ve Sutari po provedení adaptace, litografie (1856)

Po zhoršení situace v nemocnici lékaři přijali pomoc sester. Pod vedením Florence byly vybudovány toalety a prádelna. S pomocí méně zraněných vojáků byly vyčištěny prostory nemocnice a sestry začaly poskytovat raněným skutečnou ošetřovatelskou pomoc. Florence tak psala kromě kritických dopisů o zdejších nedostatcích i o vděčných vojácích, kteří dali její skupině sester přezdívku Band of Angels (Tlupa andělů).
Přispěla svými kritickými názory ke zlepšení dopravy raněných do Istanbulu. Vznikly první nemocniční lodě s ošetřovatelskou péčí. Bylo postaveno sanatorium ve Smyrně, kde se doléčovali a rehabilitovali pacienti. V Krymské válce zemřelo kolem 4000 vojáků, ale desetkrát více než na zranění v boji umírali vojáci na nemoci, které byly důsledkem nedostatečné hygieny. Florence se snažila o změnu pomocí hygienických opatření (např. pravidelné měnění ložního prádla, adekvátní osvětlení, větrání, zdravější strava). Významný pokles úmrtnosti potvrdil souvislost mezi hygienou a zdravím.

## „Dáma s lampou“ a její podlomené zdraví

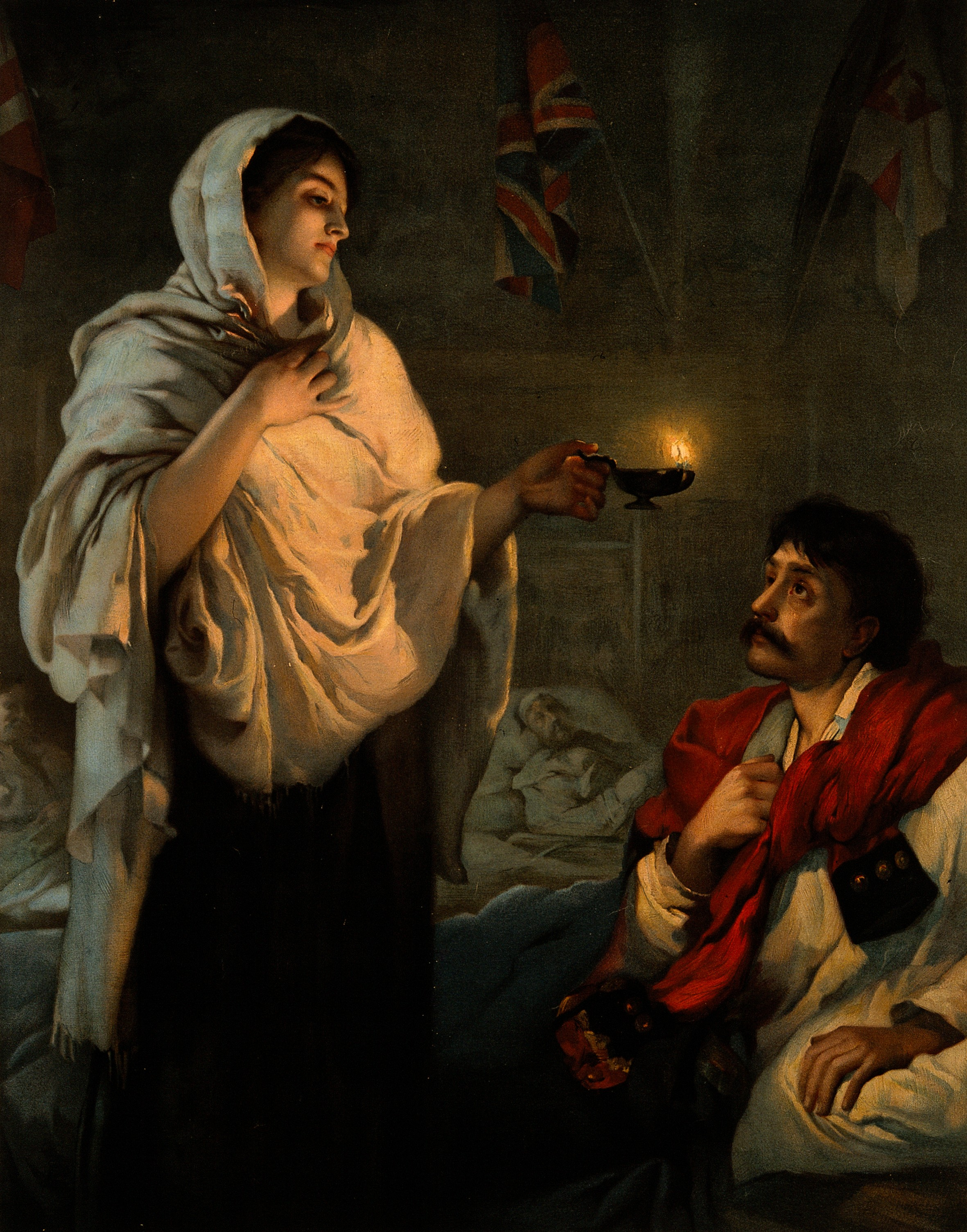
Henrietta Rae:Dáma s lampou, litografie (1891)

Pracovala v nemocnici i v noci a chodila za nemocnými s lampou. V anglickém tisku získala přezdívku „The Lady with the Lamp“ (dáma s lampou), často tak byla i zobrazována. Její zdraví ovlivnilo onemocnění „krymskou horečkou“, trpěla též posttraumatickým stresovým syndromem a také syndromem z vyčerpání. To jí však nebránilo pracovat nejen jako ošetřovatelka, ale angažovala se ve výchově a vzdělávání sester i ve změnách ve zdravotnictví.

## Konzultantka a reformátorka
Ještě při pobytu na Krymu se Florence snažila prosazovat své nápady a změny, ale byla si vědoma, že jako žena bude těžce prosazovat nějaké reformy. Zvolila proto osobní setkání s královnou Viktorií a princem Albertem a nabídla vytvoření komise pro reformy vojenského zdravotnictví. Královna souhlasila a komise byla ustanovena. Florence vzdělaná v matematice a statistice shromažďovala data z vojenských nemocnic, která detailně zpracovala v osmisetstránkové zprávě pro členy komise. Vytvořila a prakticky využívala grafy, které uvedla v publikaci Zápisky o armádě a nemocnici. 

Diagram úmrtnosti F. Nightingalové

Po úspěšné reformě britské armády se v roce 1858 stala konzultantkou a reformátorkou při řešení zdravotních a hygienických problémů v indické armádě. Úmrtnost místních vojáků byla nejvyšší ze všech anglických posádek a proto na doporučení Florence byla zřízena královnou Královská zdravotní komise pro Indii. Florence vytvořila dotazníky pro vojenské jednotky v Indii. Závěrečná zpráva, kterou zpracovala komise podle informací z dotazníků, měla přes 2000 stran. Florence z ní vytvořila publikaci, která měla 23 stránek a byla doplněna grafy a diagramy. Kopii dostala královna, vláda a všechny osoby, které ji mohly využít. Na této reformě pracovala více než pět let.
Její práci použila také zakladatelka ošetřovatelství v Americe, Linda Richardová. Sloužila také jako inspirace pro sestry v Americké občanské válce a vláda Unie se na Florence obrátila o radu při organizaci polních nemocnic. Poskytla své znalosti ve francouzsko-pruské válce, ve válce v Egyptě a Súdánu a v Jižní Africe.

### Filozofie dobré péče
Správně pečovat o nemocné podle Florence znamenalo splnění pěti bodů: zdravé prostředí, čistý vzduch, funkční odpady, čistota a světlo. Neměla ráda holé stěny v nemocničních pokojích, požadovala barvy na stěnách a květiny, které „pomáhají uzdravovat“. Své zásady popsala v knize Zápisky o ošetřovatelství.

### Vzdělávání ošetřovatelek
Využila odměny a dary od královny Viktorie a s použitím vlastních úspor založila fond. V roce 1860 založila při nemocnici Sv. Tomáše v Londýně první necírkevní ošetřovatelskou školu založenou na moderních vědeckých principech. Celý život podporovala vzdělávání sester, byla přesvědčena, že dobře ošetřovat může jen vzdělaná, inteligentní, tvořivá a samostatná žena – ošetřovatelka. Ve škole, kterou založila, vyučovali lékaři, teoretická výuka se střídala s praktickou u lůžka nemocného. Při praktické výuce studentky nosily uniformy, které sama navrhla. Ve škole se vzdělávalo mnoho cizinek (Dánky, Němky, Finky, Švédky a Francouzky). Od roku 1862 se v ošetřovatelské škole začaly vzdělávat také porodní asistentky. Florence založila v roce 1889 Britskou asociaci sester a na její práci se aktivně podílela.
Od roku 1864 se Florence zajímala o projekty domácí ošetřovatelské péče, porodnic a vojenských kasáren. Do té doby byli muži, ženy i děti umisťováni na pokojích společně. Florence jako první vytvořila pavilony pro odděleně poskytovanou péči. Také přispěla ke zřizování nemocnic pro duševně choré a tím oddělila psychiatricky nemocné od ostatních pacientů.
Roku 1869 otevřela Florence spolu s lékařkou Elizabeth Blackwellovou vysokou školu medicíny pro dívky.
Tato výjimečná, pečující, silně věřící a neuvěřitelně vytrvalá žena bojovala za práva žen, usilovala pro ně o lepší pracovní podmínky. Snažila se o zmírnění trestů i pro prostitutky.

## Publikační činnost
Florence Nightingalová patří v historii mezi nejvíce publikující ženy, napsala přes 200 knih, článků a zpráv, které jsou věnovány ošetřovatelství a zlepšení zdraví. Nejvýznamnější jsou snad "Poznámky k ošetřovatelství", které se staly učebnicí na školách pro ošetřovatelky. Její korespondence obnáší více než 15 000 dopisů. Články o Osmanských lázních se podílela na rozvoji lékařské turistiky.
- 1858 – „Poznámky o vlivech působení na zdraví, efektivitu a nemocniční administrativu v britské armádě“ („Notes on Matters Affecting the Health, Efficiency, Hospital Administration of the british Army“), zde poprvé použila statistiku a vytvořila grafy a diagramy,
- 1859 – „Poznámky o ošetřovatelství“ („Notes on Nursing: What it is and what it is not“) – publikaci věnovala prevenci onemocnění a byla určena všem, kteří se starali o nemocné
- 1861 – nové vydání „Poznámky o ošetřovatelství“, publikace byla doplněna o kapitoly ošetřování dětí
- 1863 – „Poznámky o nemocnicích“ („Notes on Hospitals“) – zde je popsána důležitost hygienických podmínek. Autorka se zabývala výstavbou nemocnic a definovala základní prvky pro vytvoření a udržování zdravého prostředí v nemocnicích
- 1871 – napsala „Poznámky o šestinedělí v nemocnici“ („Notes on Confinement in Hospital“) a „Poznámky o státním zdravotnictví v armádě v Indii“ („Notes on the Sanitary State of the Army in India“)
- 1874 – „Život nebo smrt v Indii“ („Life or Death in India“)

## Stáří

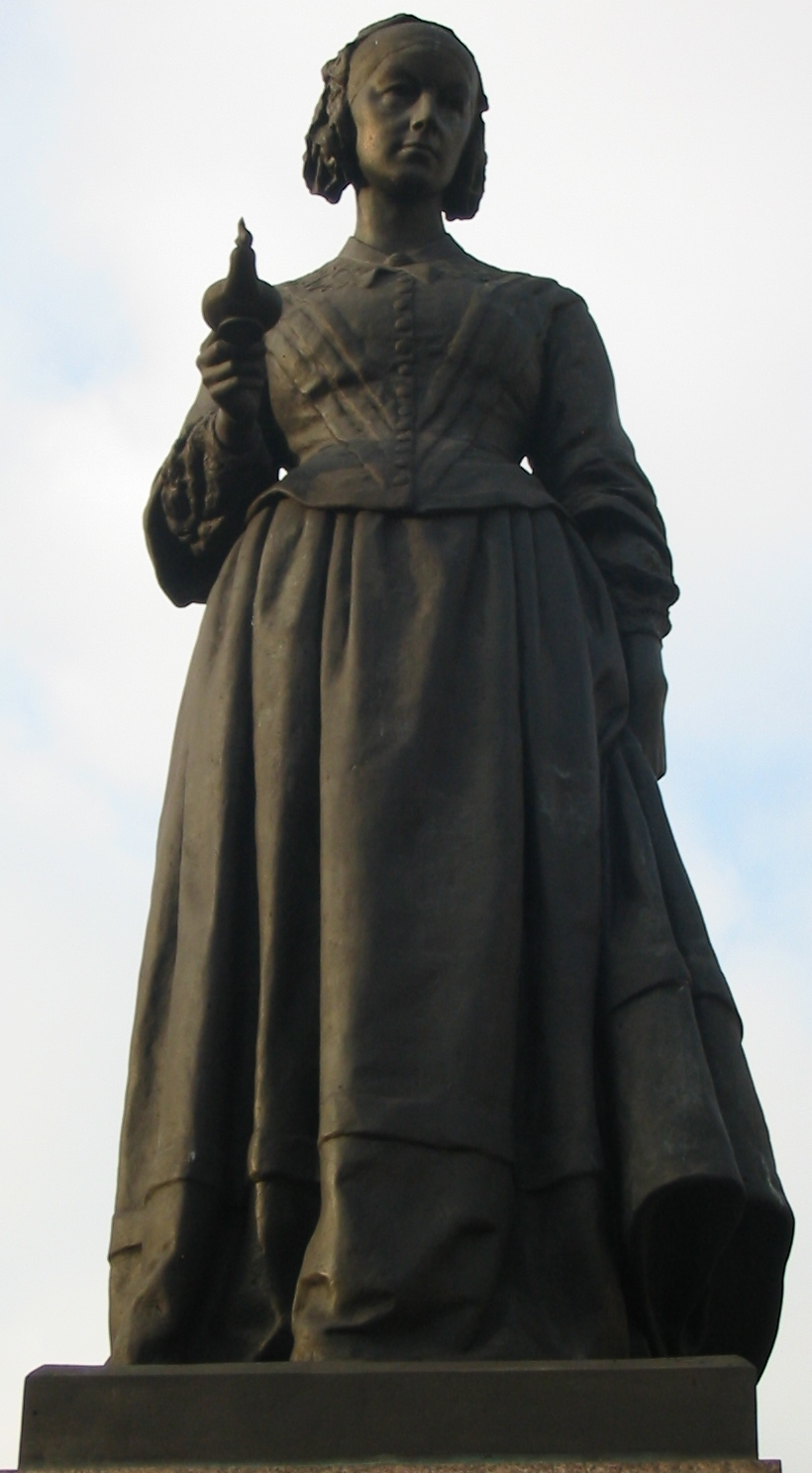
Arthur George Walker: Pomník F. Nightingalové na Waterloo Place v Londýně

Pravděpodobně od roku 1857 byla Florence Nightingalová invalidní a od roku 1897 byla upoutána na lůžko až do konce života. Zhoršil se jí zrak a 10 let před smrtí oslepla. Dožila se 90 let a dne 13. srpna 1910 zemřela ve svém bytě v Londýně. Je pohřbena na hřbitově u kostela sv. Markéty v East Wellow, nedaleko rodinného sídla Embley Park.

## Ocenění
Během života obdržela řadu vyznamenání – např. německý kříž „Za zásluhy“, francouzský kříž „Za zranění v boji“. Od královny Viktorie obdržela jako uznání své práce Královský Červený kříž a jako první žena v historii v roce 1907 britský Řád za zásluhy pro britské impérium.
Mezinárodní červený kříž zřídil na její počest v roce 1912 Medaili Florence Nightingalové. Ta je udělována nejlepším ošetřovatelkám nebo zdravotním sestrám světa.
Den jejího narození – 12. květen – byl ustanoven jako Mezinárodní den zdravotních sester. Sestry po celém světě zakončují svá studia tzv. Slibem Florence Nightingelové, jímž se zavazují dodržovat zásady ošetřovatelské práce.
Její portrét se objevil na bankovkách a poštovních známkách. V Londýně bylo založeno muzeum Florence Nightingalové.
Na svém 144. zasedání označila Výkonná rada Světové zdravotnické organizace (WHO) rok 2020 za „Rok sestry a porodní asistentky“ na počest 200. výročí narození Florence Nightingalové.
Britsko-izraelský umělec Ron Arad navrhl a nechal vyrobit pro zdravotníky roušky podle fotografie Florence Nightingalové, které nosí přední světoví lékaři.
Spoluzakladatel Červeného kříže Jean Henri Dunant prohlásil: 
„Sice jsem zakladatelem Červeného kříže a tvůrcem Ženevské konvence, ale o úctu, které se mi dostalo, se dělím s jednou anglickou dámou. To, co mě přimělo jet během války do Itálie a na bitevní pole u Solferina a pomáhat, byl ten velký vzor, který nám Florence dala na Krymu.“